# フーラードFC
フーラード・フーゼスターンFC (ラテン文字:Foolad Khuzestan Football Club、ペルシア語: باشگاه فوتبال فولاد خوزستان) はイランのアフヴァーズを本拠地とするサッカークラブである。
フーラードはペルシア語で「鉄鋼」を意味し、現在のメインスポンサーがフーゼスターン州の鉄鋼会社であることから名付けられている。中国で開催されたAFCアジアカップ2004では、サッカーイラン代表に最大となる6人を輩出し、特に準々決勝で韓国を4-3で破った試合ではフーラード出身の選手が多く活躍した。2004-05シーズン、フーラードはイラン・プロリーグ (IPL) 4つ目の優勝クラブとなり、30試合で64ポイントの勝ち点を獲得した。その後も数年は上位につけていたが、クラブ内で内紛が起こるなどして多くの主力選手を引きぬかれ、2006年のACLでは低調なパフォーマンスに終始した。2007年、クラブは2部リーグのアーザーデガーン・リーグへと降格したが、1年で1部リーグへと復帰した。

## クラブの歴史

### 設立
フーラードは1996年にジョヌーブ・アフヴァーズFCが解散するまで注目されるクラブではなかった。フーラードは1991年にアフヴァーズ市選手権で優勝し、2年後にはフーゼスターン州サッカーリーグの2部リーグに参加した。

### アーザーデガーン・リーグまでの道のり
フーラードはフーゼスターン州2部リーグで2年目を戦っていた1995年、彼らは州リーグで優勝した。同じ年、Jonoob Ahvaz FCは解散を決め、フーラードが入れ替わりでイランサッカーリーグ2部に参加することを承認した。1996年、ホマーユーン・シャーフロフィーが監督に就任し、チームは1部へと昇格した。フーラードは1986年にアフヴァーズ市4部リーグから10年で国内最上位サッカーリーグへ昇格したことになる。

### イラン・プロリーグ
昇格以降、クラブは国内の才能ある若手選手を多く発掘していった。クラブはその後「アフヴァーズ製鋼」がメインスポンサーに就き、財政状況が大幅に改善された。クラブはそのポテンシャルを開花させ、イラン・プロリーグ2004-05シーズンには優勝を果たした。しかし、クラブの内紛や監督問題からAFCチャンピオンズリーグ2006では実力を発揮することができなかった。優勝時のスタープレーヤーやMVP獲得選手はレンタル移籍などで次第にUAEのアル・シャバーブなどへ移籍していった。クラブはスタジアム改修のため現在は近隣の都市のアーバーダーンにあるタフティー・スタジアムで試合を開催している。
2005-06を中位の8位で終え、フーラードは前イラン代表監督のモハマド・マーイーリー・コハンとともに2006-07シーズンを開始したが、彼は成績低迷のためシーズン途中で辞任した。ユースアカデミー監督のネマド・ニコリッチが監督代行を行った後ポルトガル人監督のアウグスト・イナシオが次期監督に就任した。
フーラードは2006-07シーズンを15位で終え、2部のアーザーデガーン・リーグへと降格することになった。翌シーズンには昇格プレーオフで敗れ残留が一旦決まったが、数週間後に1部リーグに昇格が決まったセパハン・ノヴィーンから1部参加の権利を買い、イラン・プロリーグ1部に復帰した。2008-09シーズンにはマジード・ジャラーリーが監督に就任しクラブは好成績をあげていたが、クラブ代表のSeifollah Dehkordiが他の監督と契約交渉を行なっていたことが発覚したため、監督を辞任した。
しかし、次期監督に就任したルカ・ボナチッチは最初の8節で1勝しかできずクラブは監督を解任、マジード・ジャラーリーが次期監督に就任しクラブは10位でシーズンを終えた。

### ユースアカデミー
2000年、フーラードはユースアカデミーを開設し、今日では400人以上のプロサッカー選手を輩出している。イーマーン・モブアーリー、アーラシュ・アフシーン、バフティヤール・ラフマーニー、カーヴェ・レザーイーなどの選手を輩出している。セパハンとともに、イランでは屈指のユースアカデミーを擁している。

## シーズン別の成績
| シーズン  |     | 順位       | ハズフィー・カップ | ACL              |
| --------- | --- | ---------- | ------------------ | ---------------- |
| 1997-98   | 1部 | 10位       | 非開催             | 不参加           |
| 1998-99   | 1部 | 7位        |                    | 不参加           |
| 1999-2000 | 1部 | 10位       |                    | 不参加           |
| 2000-01   | 1部 | 8位        | ベスト8            | 不参加           |
| 2001-02   | 1部 | 3位        | ベスト8            | 不参加           |
| 2002-03   | 1部 | 7位        |                    | 不参加           |
| 2003-04   | 1部 | 3位        | ベスト8            | 不参加           |
| 2004-05   | 1部 | 優勝       |                    | 不参加           |
| 2005-06   | 1部 | 8位        | ベスト16           | 1回戦            |
| 2006-07   | 1部 | 15位       | ベスト8            | 不参加           |
| 2007-08   | 2部 | プレーオフ | ベスト4            | 不参加           |
| 2008-09   | 1部 | 7位        | ベスト8            | 不参加           |
| 2009-10   | 1部 | 10位       | ベスト16           | 不参加           |
| 2010-11   | 1部 | 6位        | ベスト4            | 不参加           |
| 2011-12   | 1部 | 14位       | ベスト8            | 不参加           |
| 2012-13   | 1部 | 4位        | ベスト16           | 不参加           |
| 2013-14   | 1部 | 優勝       | ベスト4            | ラウンド16       |
| 2014-15   | 1部 | 5位        | ベスト32           | グループステージ |
| 2015-16   | 1部 | 12位       | ベスト16           | 不参加           |
| 2016-17   | 1部 | 10位       | ベスト16           | 不参加           |

1997-2000：アーザーデガーン・リーグ

2001-2005：イラン・プロリーグ

2006-2013：ペルシア・ガルフ・カップ

2014-：ペルシアン・ガルフ・プロリーグ

## 獲得タイトル
- イラン・プロリーグ
  - 2004-05、2013-14
- ハズフィ・カップ
  - 2020-21
- イラン・スーパーカップ
  - 2021

## 現所属メンバー
注：選手の国籍表記はFIFAの定めた代表資格ルールに基づく。
| No. | Pos. |            | 選手名                           |
| --- | ---- | ---------- | -------------------------------- |
| 1   | GK   | イラン     | アリーレザー・サリーミー         |
| 3   | DF   | クロアチア | レオナルド・メサリッチ           |
| 4   | DF   | イラン     | アイユーブ・ヴァーリー           |
| 5   | MF   | イラン     | メフディー・バドルルー           |
| 7   | FW   | イラン     | ソルーシュ・ラフィーイー         |
| 8   | FW   | イラン     | サーサーン・アンサーリー         |
| 9   | FW   | イラン     | イーマーン・ムーサヴィー         |
| 10  | FW   | イラン     | エスマーイール・シャリーファート |
| 11  | MF   | イラン     | バフティヤール・ラフマーニー     |
| 14  | MF   | イラン     | シェハーブ・キャラミー           |
| 15  | MF   | カメルーン | マティアス・チャゴ               |
| 16  | FW   | イラン     | アーラシュ・アフシーン           |
| 19  | DF   | イラン     | バフマーン・カーメル             |
| 20  | MF   | イラン     | アフマド・アブドッラーザーデ     |
| 21  | DF   | イラン     | オミード・ハーレディー           |

| No. | Pos. |        | 選手名                           |
| --- | ---- | ------ | -------------------------------- |
| 22  | FW   | イラン | メフディー・ニヤーイシュプール   |
| 23  | MF   | イラン | ヴァリード・マシャーイーザーデ   |
| 24  | DF   | イラン | メフルダード・ジャマーアティー   |
| 25  | DF   | イラン | モハンマド・アハレ・シャーヘ     |
| 26  | FW   | イラン | バフマン・ジャハーンティーグ     |
| 27  | DF   | イラン | レザー・アフマディー             |
| 29  | MF   | イラン | アリー・シーナー・ラッバーニー   |
| 31  | GK   | イラン | ミーラード・ホマーユーニー       |
| 32  | MF   | イラン | ハーディー・ハビービーネジャード |
| 33  | DF   | イラン | スルーシュ・サイーディー         |
| 40  | DF   | イラン | ユーセフ・ヴァキヤー             |
| 63  | GK   | イラン | エルシャード・ユーセフィー       |
| -   | GK   | イラン | ベフナーム・ムーサヴィー         |
| -   | DF   | イラン | アリー・ゴルバーニー             |

## 歴代監督
| - ホマーユーン・シャーフロフィー (1996–97) - レフテー・セバラダラン (1997–98) - マジード・バゲリーニヤー (1998–99) - ヴィンコ・ベゴヴィッチ (1999–03) - ルカ・ボナチッチ (2003–04) - ムラデン・フランチッチ (2004–06) - ネナド・ニコリッチ (2006) - モハンマド・マーイリー・コハン (2006–07) - アブドッラー・ヴェイシー (2007年7月-2007年12月) | - ネナド・ニコリッチ (代行) (2007) - アウグスト・イナシオ (2007年1月-2008年4月) - ギリェルメ・ファリーニャ (2008) - マジード・ジャラーリー (2007–09) - ルカ・ボナチッチ (2009年7月–9月) - マジード・ジャラーリー (2009-2012年6月) - ホセイン・ファラキー (2012年7月-2014年) - ドラガン・スコチッチ (2014年-2016年) - ナイム・サダヴィ（2016年-2017年） |

### 空番
12 – サポーター 

## 歴代所属選手
太字はクラブ在籍当時ナショナルチームに招集された選手を表す。
| イラン - ソフラーブ・バフティヤーリザーデ - ヤフヤ・ゴルモハマディー - エブラーヒーム・ミールザープール - カーヴェ・レザーイー AFC - イマード・ムハンマド・リダー - 赤星貴文 CAF - カルロス - アルマンド・サ - ダニエル・オレルム CONMEBOL - ファビオ・ヘンペル - ジャヌアリオ UEFA - マフムード・クルバノフ - ラシャド・サディゴフ - ムラデン・バルトロヴィッチ - ジャバ・ムジリ |